# Józef Szerwiński
Józef Szerwiński vel Szewc (ur. 9 lutego 1899 w Tarnowie, zm. 12 lutego 1952 w Polanicy-Zdroju) – major dyplomowany artylerii Wojska Polskiego, kawaler Orderu Virtuti Militari.

## Życiorys
Urodził się w 9 lutego 1899 w Tarnowie, ówczesnym mieście powiatowym Królestwa Galicji i Lodomerii, w rodzinie Ignacego i Bronisławy z Popielów. Uczęszczał do c. k. Gimnazjum w Bochni. 28 czerwca 1914 zakończył naukę w klasie IVb. W gimnazjum należał do drużyny stale ćwiczących, organizacji wojskowej działającej na podstawie regulaminu zatwierdzonego przez dyrekcję zakładu.
14 sierpnia 1914 wstąpił do Legionów Polskich i został przydzielony do III batalionu 3 Pułku Piechoty. 4 stycznia 1916 został przeniesiony do szkoły artylerii w Wiedniu, a po jej ukończeniu skierowany do 1 Pułku Artylerii. We wrześniu 1917, po kryzysie przysięgowym, został wcielony do cesarskiej i królewskiej Armii i wcielony do Pułku Artylerii Polowej Nr 59.
Służył w 1 Pułku Artylerii Lekkiej Legionów w Wilnie. 3 maja 1922 został zweryfikowany w stopniu porucznika ze starszeństwem z 1 czerwca 1919 i 577. lokatą w korpusie oficerów artylerii, a 12 kwietnia 1927 mianowany na stopień kapitana ze starszeństwem z 1 stycznia 1927 i 60. lokatą w korpusie oficerów artylerii. Z dniem 10 grudnia 1928 został przeniesiony do 1 Dywizja Piechoty Legionów na stanowisko II oficera sztabu. Z dniem 5 stycznia 1931 został powołany do Wyższej Szkoły Wojennej w Warszawie, w charakterze słuchacza dwuletniego kursu 1930/32. Z dniem 1 listopada 1932, po ukończeniu kursu i otrzymaniu dyplomu naukowego oficera dyplomowanego, został przeniesiony do Dowództwa Okręgu Korpusu Nr I w Warszawie. W styczniu 1935 został przeniesiony ze Sztabu Głównego do 14 Pułku Artylerii Lekkiej w Poznaniu na stanowisko dowódcy dywizjonu. Na stopień majora został mianowany ze starszeństwem z 1 stycznia 1936 i 38. lokatą w korpusie oficerów artylerii. W październiku 1937 został przeniesiony do Dowództwa Obrony Wybrzeża Morskiego w Gdyni na stanowisko oficera taktycznego do spraw Lądowej Obrony Wybrzeża. W 1938 opracował plan obrony Wybrzeża, który został odrzucony przez inspektora armii, gen. dyw. Władysława Bortnowskiego. 30 listopada tego roku został zwolniony z zajmowanego stanowiska. W marcu 1939 pełnił służbę w Dowództwie KOP w Warszawie na stanowisku kierownika referatu operacyjnego Oddziału Operacyjno-Mobilizacyjnego. 23 lipca na prośbę dowódcy Floty kontradm. Józefa Unruga został odkomenderowany do jego dyspozycji. 9 września 1939 objął obowiązki szefa sztabu Lądowej Obrony Wybrzeża.
Po kapitulacji przebywał w niemieckiej niewoli, w obozach: Stargard, II A Prenzlau, II E Neubrandenburg, II C Woldenberg i VII A Murnau. 11 lipca 1945 został przyjęty do 2 Korpusu Polskiego i przydzielony do jego dowództwa na stanowisko szefa wydziału służby sztabów. 12 października 1946 na własną prośbę został zwolniony ze służby w Polskich Siłach Zbrojnych. 8 listopada tego roku wrócił do kraju.
Zmarł 12 lutego 1952 w Polanicy-Zdroju, w trakcie pobytu w sanatorium, po przebytym zawale serca. Został pochowany na tamtejszym cmentarzu komunalnym (sektor 7-B-31).
Był żonaty z Zofią z Kociatkiewiczów, z którą miał dwie córki: Irenę Krystynę (ur. 1927) i Jadwigę Halinę (ur. 1932).
24 kwietnia 2016 w Milanówku na ogrodzeniu domu przy ulicy Grabowej 5, w który mieszkał major Szerwiński, została odsłonięta tablica pamiątkowa.

## Ordery i odznaczenia
- Krzyż Srebrny Orderu Wojskowego Virtuti Militari nr 395 – 22 lutego 1921[27][2]
- Krzyż Niepodległości – 16 września 1931 „za pracę w dziele odzyskania niepodległości”[28]
- Krzyż Walecznych czterokrotnie[29]
- Złoty Krzyż Zasługi – 25 maja 1939 „za zasługi w służbie wojskowej”[30][19]
- Srebrny Krzyż Zasługi – 10 listopada 1928[31][32][29]
- Medal Pamiątkowy za Wojnę 1918-1921[6]
- Medal Dziesięciolecia Odzyskanej Niepodległości[6]
- Brązowy Medal za Długoletnią Służbę[6]
- Medal 10 Rocznicy Wojny Niepodległościowej (Łotwa, 1929)[33]